# اچ‌ام‌اس فیسنت (۱۷۹۸)
اچ‌ام‌اس فیسنت (۱۷۹۸) (به انگلیسی: HMS Pheasant (1798)) یک کشتی بود که طول آن ۱۰۶ فوت (۳۲ متر) بود. این کشتی در سال ۱۷۹۸ ساخته شد.